# Andrenosoma olbus
Andrenosoma olbus là một loài ruồi trong họ Asilidae. Andrenosoma olbus được Walker miêu tả năm 1849.